# Gomulin
Gomulin [pronunciación en polaco: /ɡɔˈmulin/] es un pueblo ubicado en el municipio (gmina) de Wola Krzysztoporska, en el distrito de Piotrków, voivodato de Łódź, Polonia. Según el censo de 2011, tiene una población de 326 habitantes.
Está situado aproximadamente a 15 kilómetros al oeste de Borowa, a 5 km al sur de Mzurki, y a 45 kilómetros al norte de la capital regional, Łódź.